# Fereydūn

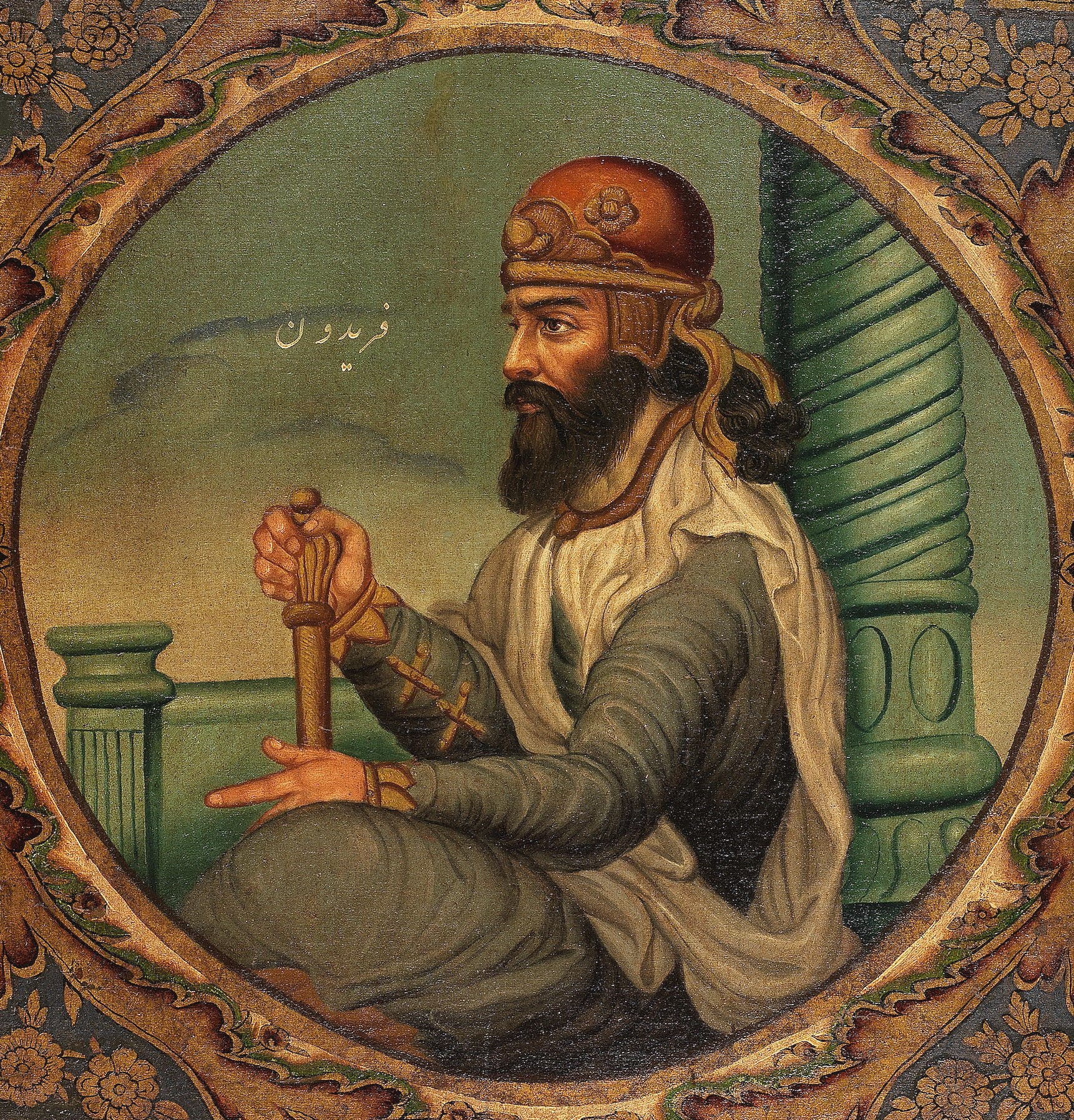
Darstellung des Fereydun

Fereydūn oder Feraidun (auch Afridun, persisch فریدون Feridun, DMG Faridun, auch Firēdūn, englisch Fereydoon) ist eine Gestalt der iranischen Mythologie. Er ist der sechste mythische Urkönig und wird im sechsten Buch des Schāhnāme, dem persischen Königsbuch des persischen Dichters Firdausi (940/41–1020) beschrieben.

## Name und Ursprung
Der Name Fereydūn (bei Rückert Feridun) wurde in mittelalterlichem Persisch Firēdūn und in mittelpersisch Frēdōn ausgesprochen. Die avestische Urform ist Θraētaona. Die avestische Form ihrerseits lässt sich durch Anwendungen der Lautverschiebungen auf das protoiranische *Θraitaunah und auf das protoindoiranische *Traitaunas zurückführen. *Traitaunas kann als Der große Sohn des Gottes Tritas übersetzt werden. In den Veden kommt *Tritas als Trita und in der Avesta als Θrita vor. Der Name bedeutet übersetzt Der Dritte, so dass davon ausgegangen werden kann, dass Tritas mit zwei anderen Göttern eine Trinität bildete.
In den Veden besteht diese Trinität aus Trita und den Göttern des Windes und des Donners. Trita wird dort auch Āptya genannt. Āptya hingegen ähnelt dem Namen Āθβiya, dem Vater Θraētaonas in der Avesta.

## Fereydūn in der zoroastrischen Literatur
In der Avesta ist Θraētaona der Sohn des Āθβiyas und wird dementsprechend Āθβiyāni (dt. Aus dem Hause des Āθβiyas) genannt. Ursprünglich erlegte Θraētaona den Drachen Aži Dahāka, während er in späteren Zeiten Aži Dahāka bzw. Zuhhāk an einen Berg anketten ließ.

## Fereydūn in Schāhnāme – Sage VI

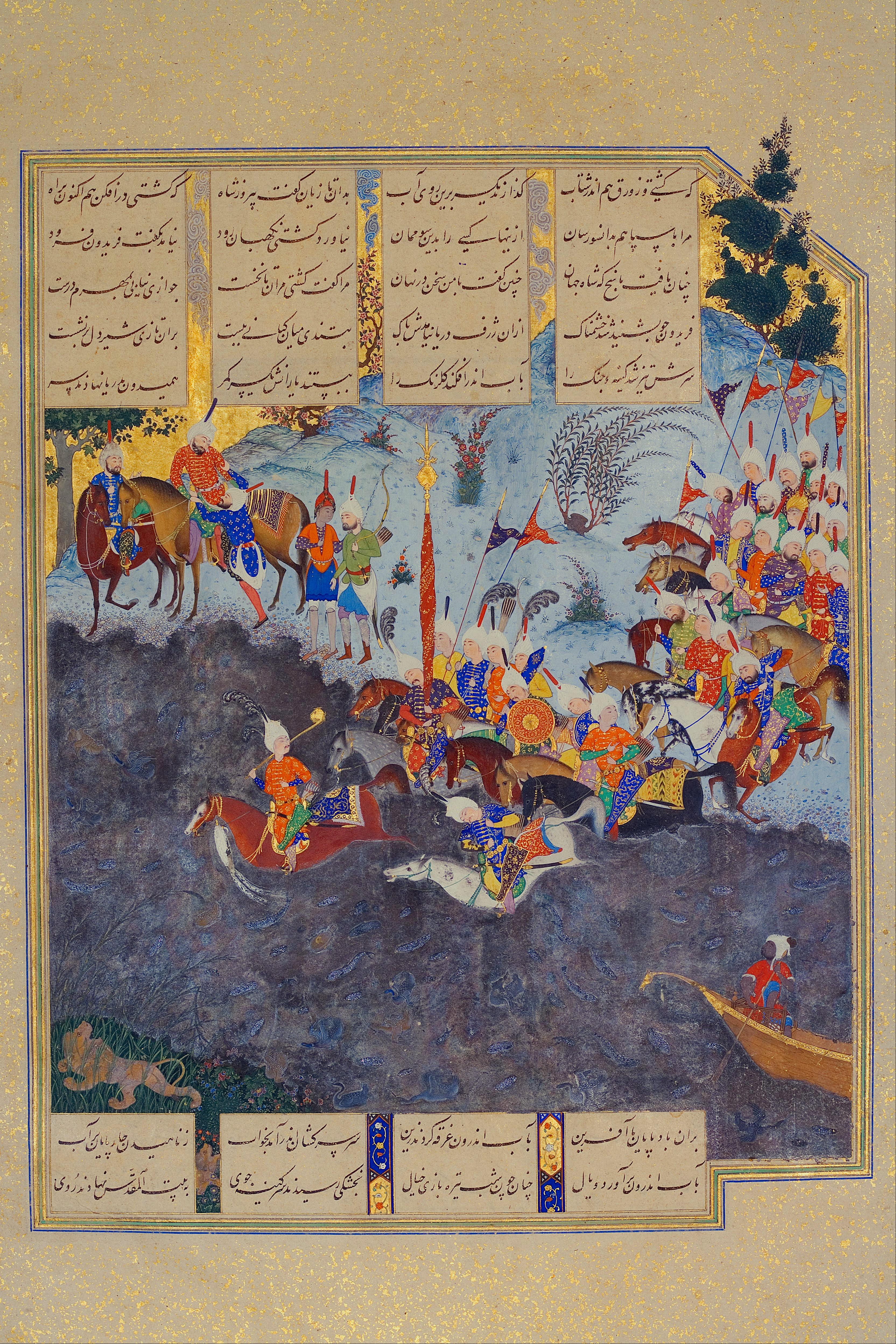
Fereydun am Tigris

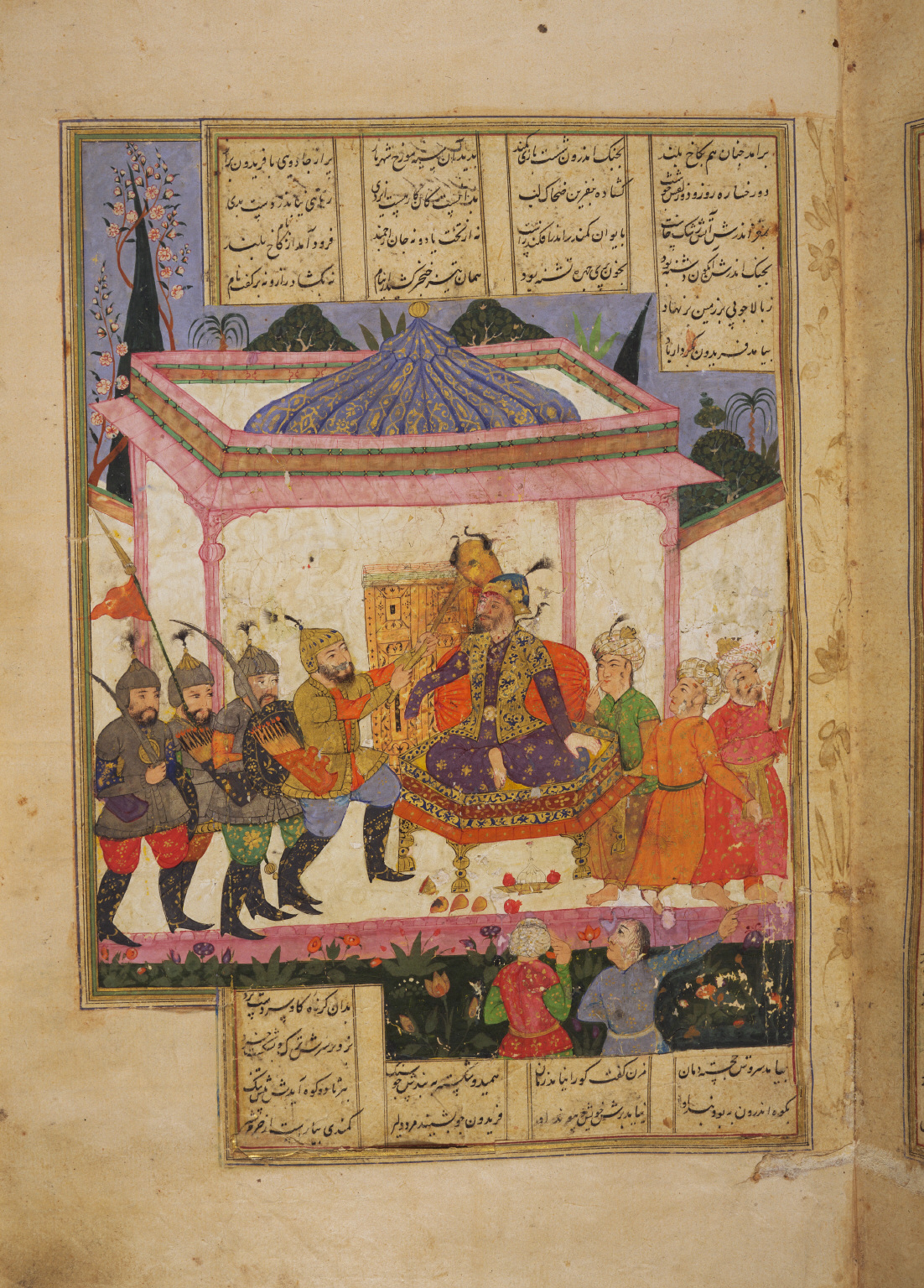
Fereydun besiegt Zahak

Mit der Hilfe von Kaveh dem Schmied, der seine Schmiedeschürze als Flagge des Aufstandes benutzte, besiegte Fereydūn (wie Dschamschid aus dem Geschlecht der Pīschdādiyān abstammend) den fünften Urkönig Zahak und wird sein Nachfolger als König der Welt. Dieser Kampf zwischen Fereydun und dem schlangenschultrigen Zahak wird ausführlich in Sage V beschrieben.
Nachfolgend beginnt Ferdosi mit der Sage VI das Leben des Fereydun und seiner Söhne zu schildern. Zu Beginn der Sage VI schildert Ferdosi die Krönung Fereyduns, die mit großen Festlichkeiten am ersten des Monats Mehr stattfindet. Zu Ehren seiner Krönung stiftet Fereydun das Fest Mehrgan, das noch heute in Iran gefeiert wird. Unter der Herrschaft von Fereydun wird Iran wieder zum Paradies.
In den folgenden Jahren werden Fereydun drei Söhne geboren. Als sie erwachsen sind, sucht er für seine drei Söhne Ehefrauen. Eine Anfrage beim Schah von Jemen, der drei Töchter hat, führt am Ende zum Erfolg. Nach der Hochzeit teilt Fereydun die Welt unter seinen drei Söhnen Salm, Tur und Iradsch auf. Iradsch, der jüngste Sohn von Fereydun, erhält mit Iran das Herzstück des Reiches. Selm erhält den Westen des Reiches mit Kleinasien. Tur bekommt alles Land jenseits des Oxus (heute Amudarja), das fortan Turan heißt. Dass Iradsch, der Jüngste, das iranische Kernland erhielt, lässt die beiden Brüder nicht ruhen. Sie erheben Anspruch auf dieses Erbe. Iradsch ist bereit, um des Friedens Willens auf sein Erbe zu verzichten. Doch nützt ihm diese Großzügigkeit wenig. Er wird von seinen Brüdern umgebracht. Mit diesem Brudermord beginnt ein Rachefeldzug Manutschehrs, des Sohnes von Iradsch, an dessen Ende Selm und Tur tot sind. Fereydūn bestimmt seinen Enkel Manutschehr zu seinem Nachfolger und neuen Herrscher Irans. Fereydūn der als Symbol für das Gute, die Gerechtigkeit und die Freigiebigkeit gilt, stirbt verbittert über den frühen Tod seiner Söhne. Er sieht, dass Neid und Rachsucht, die zum Tod seiner Söhne geführt haben, am Ende nur seinen Feinden nützen wird.
Ferdosi stellt an den Schluss dieser Sage folgende Überlegung:

„O Welt, du bist ganz Trug und Wind,
Dir traut kein verständiges Menschenkind.
…
Glücklich, wer guten Ruhm nachließ,
Ob er Knecht oder König hieß.“

Fereydun taucht in Schahname immer wieder als Stammvater auf. So ist Zau, der Sohn von Tahmasp, in Sage IX „vom Stamme Feridun’s“. Und als nach dem Tod des Sohnes von Zau, Garschasp, der Thron von Iran wieder verwaist ist, macht sich Rostam in Sage X auf die Suche nach Kai Kobad, „Keikobad, der erhabene heißt, Vom Stamme Feridun’s, von hohem Geist.“